# Berfran Rosado
Antonio Berfran Acosta Rosado (Rosário do Sul, 24 de setembro de 1959 – Porto Alegre, 22 de abril de 2025) foi um engenheiro civil e político brasileiro.
Era filiado ao Cidadania (antigo PPS) desde 2001, foi deputado estadual por três mandatos no Rio Grande do Sul. Sua primeira eleição foi em 1998, pelo PMDB. 
Nas eleições à prefeitura de Porto Alegre de 2008, Rosado candidatou-se a vice na chapa de Manuela D'Ávila, do PCdoB.
Berfran assumiu o cargo de secretário do meio ambiente do governo Yeda Crusius em fevereiro de 2009. Ele se desincompatibilizou em maio de 2010 para concorrer a vice-governador nas eleições na chapa de Crusius.

## História
Natural de Rosário do Sul, Antônio Berfran Acosta Rosado tinha 65 anos, ao falecer. Era engenheiro civil com especialização em Planejamento de Transportes e tem MBA em Gestão Ambiental. Era casado e pai de dois filhos, mora em Porto Alegre e residia em Rosário.
Em 2010, completou 12 anos de vida parlamentar. E, após se afastar da vida pública, trabalhou como engenheiro civil, especialista em Planejamento de Transporte e Planejamento Urbano e exerceu atividades vinculadas à construção civil e ao Planejamento e Desenvolvimento de Projetos.
Ainda em 2010, foi um dos Deputados Estaduais do Rio Grande do Sul que votou a favor do aumento de 73% nos próprios salários em dezembro, fato esse que gerou uma música crítica chamada "Gangue da Matriz" composta e interpretada pelo músico Tonho Crocco, que fala em sua letra os nomes dos 36 deputados (inclusive o de Berfran Rosado) que foram favoráveis a esse autoconcedimento salarial; Giovani Cherini como presidente da Assembleia Legislativa do Estado do Rio Grande do Sul na ocasião entrou com uma representação contra o músico, Cherini falou que era um crime contra honra e o título era extremamente agressivo e fazia referência a criminosos que mataram o jovem Alex Thomas, na época Adão Villaverde que se tornou o sucessor na presidência da Assembleia Legislativa, expressou descontentamento discordando da decisão de Cherini, mas em agosto do mesmo ano o próprio Giovani Cherini ingressou com petição pedindo o arquivamento contra o músico com a alegação que não era vítima no processo (seu nome não aparecia na letra, pois como presidente do parlamento gaúcho na ocasião não podia votar) e que defendia a liberdade de expressão, na época Tonho recebeu apoio de uma loja que espalhou 20 outdoors pela capital Porto Alegre e também imenso apoio por redes sociais.
Em 2019, Berfran Rosado publicou o livro Doze anos de trabalho – Os três mandatos de Berfran Rosado na Assembleia Legislativa, em que conta a sua trajetória política enquanto deputado estadual no Rio Grande do Sul.

## Operação Concutare
Rosado foi preso no dia 29 de abril de 2013 na Operação Concutare da Polícia Federal, juntamente com outras dezessete pessoas, incluindo o então secretários estadual do Meio Ambiente do Rio Grande do Sul, Carlos Fernando Niedesberg, municipal do Meio Ambiente de Porto Alegre, Luiz Fernando Záchia e sujeitos ligados ao PPS, como o chefe de gabinete da então vereadora Any Ortiz. A investigação dava conta de irregularidades em emissões de licenças ambientais. À época, Berfran era sócio-presidente do Instituto Biosenso, que prestava consultorias e realizava intermédios com o poder público. Além de ser ouvido pela polícia, Berfran foi recolhido ao Presídio Central de Porto Alegre, onde cumpriu prisão temporária.
Em novembro de 2019, a juíza Karine da Silva Cordeiro, da 7ª Vara Federal de Porto Alegre, arquivou parte do inquérito da Operação Concutare, alegando falta de denúncia do Ministério Público Federal (MPF) mesmo após concluída a investigação. Posteriormente, ela também arquivou o inquérito policial da operação, sob a mesma alegação, em decisão que beneficiou Rosado, Luiz Fernando Záchia e Elvio Alberto dos Santos. O MPF recorreu da decisão, afirmando, em nota que a juíza se equivocou na decisão, uma vez que "os crimes investigados são extremamente graves e ainda não prescreveram". No mês seguinte, o MPF apresentou denúncia contra Rosado por corrupção ativa, aceita pelo juiz Guilherme Beltrami, da 7ª Vara Federal de Porto Alegre. Segundo o Ministério Público, o ex-deputado estadual atuava, através do Instituto Biosenso, como despachante e consultor ambiental "na prática de intermediação de interesses de empresários junto a órgãos públicos para a liberação de licenças". No entanto, poucos dias depois, o desembargador João Pedro Gebran Neto, do Tribunal Regional Federal da 4.ª Região (TRF4), suspendeu liminarmente a ação penal no âmbito da Operação Concutare a partir de habeas corpus pedido pela defesa de Rosado. Em maio do ano seguinte, 8.ª Turma do TRF4 julgou o habeas corpus que havia sido concedido liminarmente e o manteve, trancando a ação penal na qual estava envolvido.

## Morte
Berfran Rosado morreu em 22 de abril de 2025, após ser internado por um mês no Hospital Moinhos de Vento, em Porto Alegre. Ele havia viajado à capital gaúcha após sentir dor e inchaço no pescoço em Brasília, o que resultou numa infecção generalizada.